# Sami Khedira
Sami Khedira, né le 4 avril 1987 à Stuttgart (Allemagne), est un footballeur international allemand possédant aussi la nationalité tunisienne, qui évolue au poste de milieu de terrain.
Ce milieu de terrain polyvalent, d'origine tunisienne par son père, a fait partie de l'équipe d'Allemagne qui a remporté la Coupe du monde de football de 2014. Capitaine de la sélection espoirs qui remporte le Championnat d'Europe des moins de 21 ans en 2009, il a par ailleurs remporté la Ligue des champions 2014 avec le Real Madrid. 
Il est le frère aîné de Rani Khedira, milieu de terrain de l’Union Berlin.

## Biographie

### Jeunesse
Né d'un père tunisien d'origine de Hammamet et d'une mère allemande, Sami Khedira commence le football au TV Oeffingen, club d'un village proche de Stuttgart. En 1995, il rejoint l'équipe des jeunes du VfB Stuttgart et débute en 2004, en Regionalliga Süd (équivalent de la Troisième division en France). Il fait ses débuts professionnels à 19 ans en Bundesliga le 1er octobre 2006, contre le Hertha Berlin.

### VfB Stuttgart
À peine un mois après ses débuts, alors qu'il dispute son quatrième match, il inscrit deux buts contre Schalke 04. Sami Khedira s'installe vite comme titulaire au sein de son club : lors de sa première saison, il dispute 22 matchs et inscrit 4 buts. Les saisons qui suivent le voient s'affirmer comme l'un des grands espoirs du football allemand.
En 2007, il remporte avec son club le titre de champion de la Bundesliga grâce à son but décisif pour le titre face à l'Énergie Cottbus (victoire de Stuttgart 2-1).

### Real Madrid CF
À la suite de sa probante Coupe du monde, le 30 juillet 2010, Khedira s'engage pour 5 ans avec le Real Madrid CF aux côtés de son coéquipier de la Mannschaft, Mesut Özil. L'indemnité de transfert est évaluée à treize millions d'euros. Le 18 octobre 2011, il marque son premier but officiel en phases de poules de la Ligue des champions, face à l'Olympique lyonnais.
Malgré la forte concurrence au sein du club madrilène, il s'impose rapidement comme un des joueurs-clés de l'entraîneur José Mourinho, qui le tient en grande estime. S'il n'est pas le joueur le plus brillant de l'effectif, son abattage physique, sa versatilité et sa polyvalence lui permettent de s'illustrer aussi bien dans un rôle offensif que dans les tâches défensives,. En 2011, il remporte son premier titre avec le club madrilène: la Coupe d'Espagne. 
La saison suivante, il remporte le Championnat d'Espagne. Il s'illustre notamment en inscrivant le premier but de son équipe lors de la victoire 2-1, contre le grand rival, le FC Barcelone, le 21 avril 2012. Sur la scène européenne, le club échoue à accéder à la finale de la Ligue des champions. Trois fois d'affilée, le Real Madrid perd en demi-finales : contre le FC Barcelone en 2011, le Bayern Munich en 2012 et le Borussia Dortmund en 2013. 
Au début de la saison 2013-2014, l'entraîneur italien Carlo Ancelotti remplace José Mourinho. Khedira se blesse le 15 novembre 2013 lors d'un match amical de l'équipe d'Allemagne contre l'équipe d'Italie. Victime d'une déchirure des ligaments croisés, il est écarté des terrains de longs mois et sa participation à la Coupe du monde de football de 2014 est compromise. Il réussit cependant à revenir à temps pour disputer et remporter la finale de la Ligue des champions 2014 contre l'Atletico Madrid (4-1).
La saison 2014-2015 se révèle extrêmement compliquée pour Khedira. L'arrivée de son compatriote Toni Kroos au Real Madrid semble signifier pour de nombreux médias que Khedira est poussé vers la sortie,. Même s'il est annoncé à Arsenal FC ou à Chelsea FC, il reste au club pour disputer sa dernière année de contrat. Non content de certaines décisions du club, critiqué par les médias madrilènes et le public, Khedira qui n'entre plus dans les plans d'Ancelotti, ne joue que 14 matches sous les couleurs du Real Madrid.

### Juventus
Le 9 juin 2015, il décide de s'engager pour quatre ans avec la Juventus, club qu'il rejoindra à la date de l'écheance de son contrat avec le Real Madrid. Initialement, il devait porter le no 28 mais du fait du changement de numéro de Paul Pogba qui prend le no 10 laissé vacant par Carlos Tévez, il en profite pour prendre le no 6 du français.
Lors d'un match amical contre l'Olympique de Marseille, il se blesse et sort sur civière ce qui laisse présager une absence assez longue. Revenu sur les terrains en octobre 2015, il remporte le titre de Champion d'Italie et la Coupe d'Italie.
Lors de la saison 2016-2017, il réalise à nouveau le doublé avec la Juventus mais échoue en finale de la Ligue des Champions s'inclinant 4-1 face au Real Madrid.

### Retour en Allemagne au Hertha Berlin et retraite sportive
Le 1er février 2021, Sami Khedira quitte la Juventus Turin pour retourner en Bundesliga, en signant au Hertha Berlin Le 19 mai 2021, n'ayant disputé que huit matchs pour le club berlinois, il annonce qu'il prend sa retraite à l'âge de 34 ans à la fin de saison,.
Le milieu de terrain allemand raccroche les crampons en faisant partie de la liste fermée des joueurs ayant réalisé le doublé Ligue des champions-Coupe du monde sur la même année (exercice 2013-2014).

### En sélection

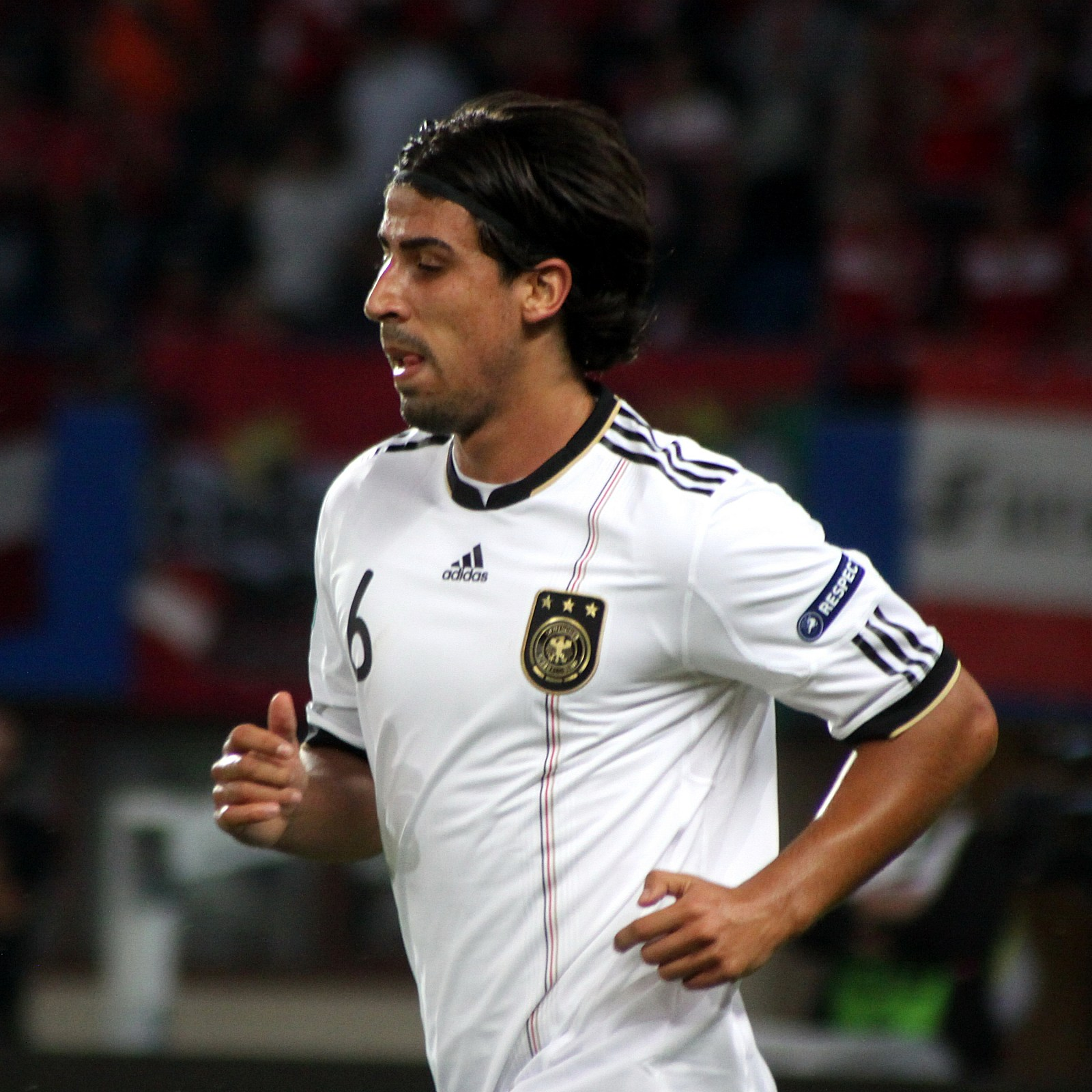
Sami Khedira, en équipe nationale allemande

International espoir allemand, il est le capitaine de la sélection allemande qui remporte le Championnat d'Europe des moins de 21 ans.
Il est sélectionné avec l'équipe nationale pour participer au Mondial 2010. Destiné à être remplaçant dans un premier temps, la blessure au dernier moment de la star et capitaine de l'équipe Michael Ballack ainsi que celle du relayeur du Bayer Leverkusen, Simon Rolfes, ont pour conséquence de pousser Joachim Löw à lancer Khedira dans le grand bain, où il aura la lourde tâche de succéder au joueur du Chelsea FC et d'épauler Bastian Schweinsteiger. 
Le 29 mai 2010, lors d'un match de préparation contre l'équipe de Hongrie, Khedira livre une prestation remarquée, ce qui lui vaudra d'être titularisé tout au long du tournoi sud africain, devant la défense, aux côtés de Bastian Schweinsteiger. Il inscrit son premier but en sélection contre l'Uruguay, une tête piquée à la suite d'un corner d'Özil lors de la petite finale du Mondial 2010. C'est d'ailleurs cette réalisation qui offrira la troisième place du Mondial aux hommes de Joachim Löw.
Constamment appelé durant les Éliminatoires de l'Euro 2012, il débute cette compétition avec un statut de titulaire indiscutable. 
Le 22 juin 2012, au cours du quart du finale de ce même Euro face à la Grèce, il inscrit l'un des plus beaux buts du tournoi, son second but avec l'équipe nationale d'Allemagne, d'une reprise de volée surpuissante en pleine lucarne portant le score à 2-1 en faveur de la Mannschaft (score final 4-2). Khedira est éliminé de l'Euro 2012 en demi-finales contre l'Italie (1-2) dans un match où il sera l'un des seuls allemands à son niveau. Il est considéré dans son pays comme le meilleur joueur allemand de la compétition.
Le vendredi 15 novembre 2013, lors d'un choc avec Pirlo lors d'un match amical opposant l'Allemagne à l'Italie, il est touché au ligament interne du genou. Si sa participation à la Coupe du monde de football de 2014 est un temps compromise, il réussit cependant à revenir et à intégrer le groupe pour le tournoi. Titulaire au milieu du terrain, il est ménagé lors du dernier match de poule contre les États-Unis. En huitième de finale, son entrée en jeu à la 70e minute permet à son équipe malmenée contre l'Algérie de reprendre les commandes du match (victoire 2-1). En demi-finale, il marque l'un des sept buts inscrits par l'Allemagne contre le Brésil. 

Cependant, il ne dispute pas la finale de la Coupe du monde de football de 2014 contre l'Argentine. Blessé à l'échauffement, il est contraint de céder sa place à Christoph Kramer. L'Allemagne remportera néanmoins le trophée en battant l'Argentine 1-0.

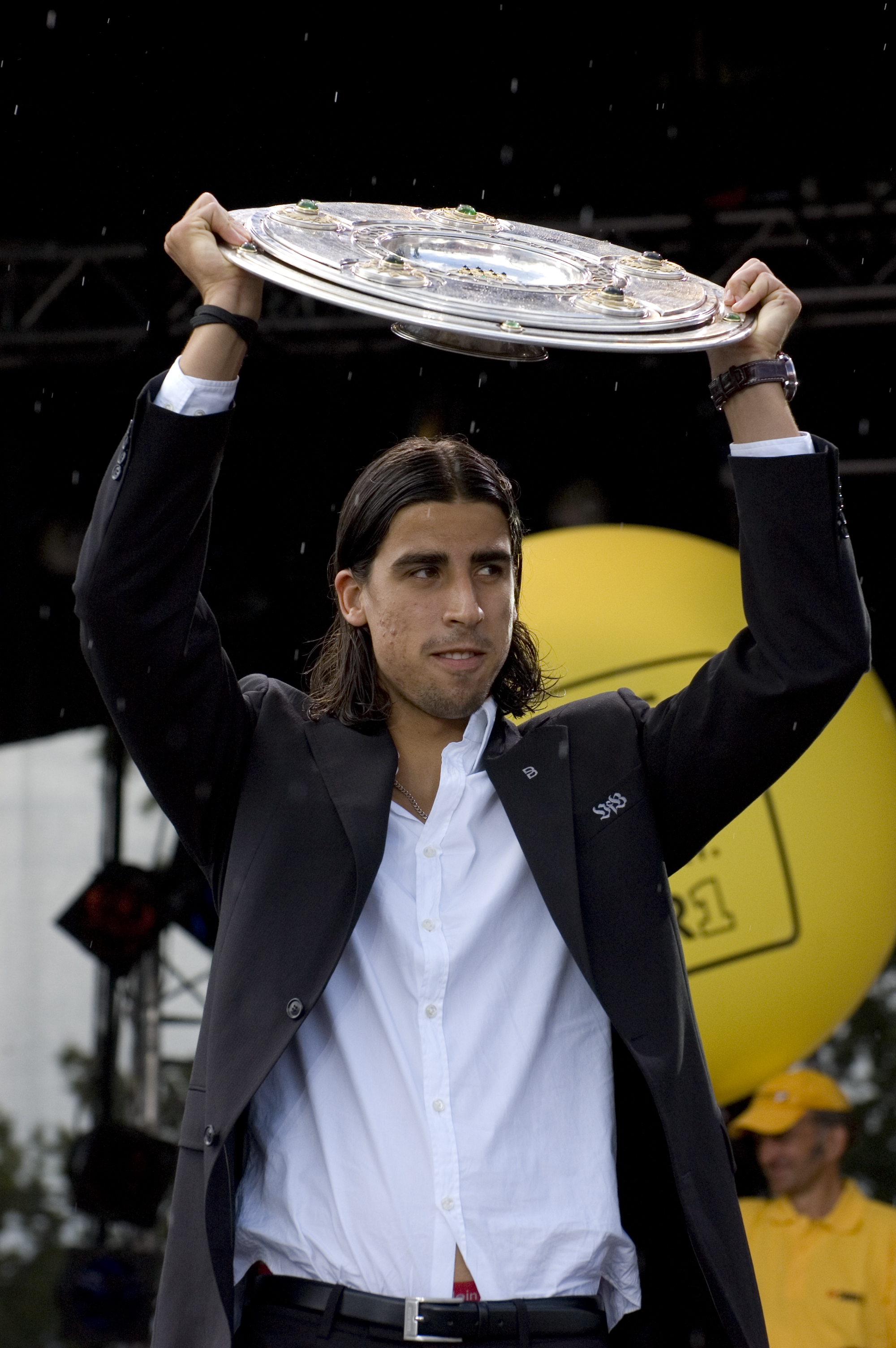
Sami Khedira fêtant son titre de champion d'Allemagne, en 2007 avec le VfB Stuttgart.

Incertain en raison d'une blessure contractée à la fin de la saison 2015-2016, Khedira est néanmoins retenu pour l'Euro 2016. Titularisé au poste de milieu central aux côtés de Toni Kroos, il se blesse lors du match de quart de finale contre l'Italie et est remplacé par Bastian Schweinsteiger. Forfait pour le reste du tournoi, il ne peut participer à la demi-finale perdue 2-0 par l'Allemagne contre la France.

## Palmarès

### Club
Après avoir évolué en équipe de jeunes au VfB Stuttgart de 1995 à 2004, Sami Khedira est promu en équipe première lors de la saison 2006-2007. C'est lors de cette même année qu'il remporte son premier titre, le championnat d'Allemagne, après avoir disputé 22 matchs pour 4 buts. Transféré au Real Madrid à la fin de la Coupe du monde de football de 2010 pour treize millions d'euros, Khedira remporte la Coupe d'Espagne en 2011, à l'issue de sa première saison au sein du club madrilène. La saison 2011-2012 lui permet d'ajouter une ligne à son palmarès, le Real Madrid terminant premier du championnat d'Espagne avec un total de 100 points, devant le FC Barcelone. Il remporte ensuite la Supercoupe d'Espagne en 2012. L'année 2014 est une année faste, engrangeant la Ligue des champions après une victoire en finale 4-1 contre l'Atlético Madrid, ainsi qu'une Coupe du monde des clubs de la FIFA disputée au Maroc. Enfin, Le Real Madrid remporte la Coupe d'Espagne en 2014 (victoire 2-1 en finale face au grand rival du FC Barcelone). Khedira, blessé pour la finale, n'a pas participé à la rencontre gagnée par son équipe. Pour finir, il enrichira son palmarès à la Juventus Turin en y remportant 5 championnats, 3 coupes d'Italie et une Supercoupe d'Italie, échouant également en finale de la Ligue des champions 2016-17 face au Real Madrid.

### International
- Championnat d'Europe de football espoirs 2009
- Troisième place à la Coupe du monde de football de 2010
- Demi-Finaliste de l'Euro 2012
- Vainqueur de la Coupe du monde en 2014

### Distinctions individuelles
- Membre de l'équipe type de l'Euro 2012

## Statistiques
| Saison                | Club                  | Championnat           | Championnat | Championnat | Championnat | Coupe(s) nationale(s) | Coupe(s) nationale(s) | Coupe(s) nationale(s) | Compétition(s) continentale(s) | Compétition(s) continentale(s) | Compétition(s) continentale(s) | Compétition(s) continentale(s) | Allemagne | Allemagne | Allemagne | Total | Total | Total |
| Saison                | Club                  | Division              | M.          | B.          | P.d.        | M.                    | B.                    | P.d.                  | Comp.                          | M.                             | B.                             | P.d.                           | M.        | B.        | P.d.      | M.    | B.    | P.d.  |
| 2006-2007             | VfB Stuttgart         | Bundesliga            | 22          | 4           | 2           | 4                     | 0                     | 1                     | -                              | -                              | -                              | -                              | -         | -         | -         | 26    | 4     | 3     |
| 2007-2008             | VfB Stuttgart         | Bundesliga            | 24          | 1           | 1           | 5                     | 0                     | 1                     | C1                             | 5                              | 0                              | 1                              | -         | -         | -         | 34    | 1     | 3     |
| 2008-2009             | VfB Stuttgart         | Bundesliga            | 27          | 7           | 4           | 2                     | 0                     | 0                     | CI+C3                          | 2+6                            | 0+1                            | 1+1                            | -         | -         | -         | 37    | 8     | 6     |
| 2009-2010             | VfB Stuttgart         | Bundesliga            | 25          | 2           | 5           | 2                     | 1                     | 0                     | C1                             | 8                              | 0                              | 2                              | 12        | 1         | 0         | 47    | 4     | 7     |
| Sous-total            | Sous-total            | Sous-total            | 98          | 14          | 12          | 13                    | 1                     | 2                     | -                              | 21                             | 1                              | 5                              | 12        | 1         | 0         | 144   | 17    | 19    |
| 2010-2011             | Real Madrid           | Liga                  | 25          | 0           | 1           | 7                     | 0                     | 1                     | C1                             | 8                              | 0                              | 1                              | 8         | 0         | 2         | 48    | 0     | 5     |
| 2011-2012             | Real Madrid           | Liga                  | 28          | 2           | 2           | 6                     | 1                     | 1                     | C1                             | 8                              | 1                              | 0                              | 12        | 1         | 2         | 54    | 5     | 5     |
| 2012-2013             | Real Madrid           | Liga                  | 25          | 3           | 2           | 8                     | 1                     | 2                     | C1                             | 11                             | 0                              | 2                              | 7         | 1         | 0         | 51    | 5     | 6     |
| 2013-2014             | Real Madrid           | Liga                  | 13          | 1           | 1           | -                     | -                     | -                     | C1                             | 5                              | 0                              | 0                              | 12        | 2         | 1         | 30    | 3     | 2     |
| 2014-2015             | Real Madrid           | Liga                  | 11          | 0           | 0           | 3                     | 0                     | 0                     | C1+CMC                         | 2+1                            | 0                              | 0                              | 5         | 0         | 1         | 22    | 0     | 1     |
| Sous-total            | Sous-total            | Sous-total            | 102         | 6           | 6           | 24                    | 2                     | 4                     | -                              | 35                             | 1                              | 3                              | 44        | 4         | 6         | 205   | 13    | 19    |
| 2015-2016             | Juventus              | Serie A               | 22          | 5           | 4           | 1                     | 0                     | 0                     | C1                             | 4                              | 0                              | 0                              | 9         | 0         | 1         | 36    | 5     | 5     |
| 2016-2017             | Juventus              | Serie A               | 31          | 5           | 4           | 3                     | 0                     | 0                     | C1                             | 11                             | 0                              | 0                              | 5         | 2         | 1         | 50    | 7     | 5     |
| 2017-2018             | Juventus              | Serie A               | 26          | 9           | 2           | 3                     | 0                     | 0                     | C1                             | 8                              | 0                              | 3                              | 4         | 0         | 0         | 41    | 9     | 5     |
| 2018-2019             | Juventus              | Serie A               | 10          | 2           | 1           | 3                     | 0                     | 0                     | C1                             | 4                              | 0                              | 0                              | -         | -         | -         | 17    | 2     | 1     |
| 2019-2020             | Juventus              | Serie A               | 12          | 0           | 1           | 1                     | 0                     | 0                     | C1                             | 5                              | 0                              | 0                              | -         | -         | -         | 18    | 0     | 1     |
| Sous-total            | Sous-total            | Sous-total            | 99          | 21          | 12          | 11                    | 0                     | 0                     | -                              | 32                             | 0                              | 3                              | 21        | 2         | 2         | 163   | 23    | 17    |
| 2020-2021             | Hertha Berlin         | 1. Bundesliga         | 9           | 0           | 1           | -                     | -                     | -                     | -                              | -                              | -                              | -                              | -         | -         | -         | 9     | 0     | 1     |
| Sous-total            | Sous-total            | Sous-total            | 9           | 0           | 1           | 0                     | 0                     | 0                     | -                              | 0                              | 0                              | 0                              | 0         | 0         | 0         | 9     | 0     | 1     |
| Total sur la carrière | Total sur la carrière | Total sur la carrière | 308         | 41          | 31          | 48                    | 3                     | 6                     | -                              | 87                             | 2                              | 11                             | 77        | 7         | 8         | 520   | 53    | 56    |

## Vie privée
En 2011, Sami Khedira se met en couple avec le mannequin allemand Lena Gercke. En février 2012, à la suite d'une séance photo du couple pour le magazine GQ allemand, Nasreddine Ben Saïda,  le directeur de publication du quotidien tunisien Attounissia, journal qui avait également diffusé les images, est emprisonné par la police tunisienne pour « atteinte aux bonnes mœurs » du pays. Il est libéré quelques semaines plus tard, et doit payer une amende,. Ils ont rompu quelques mois après la victoire de l'Allemagne à la Coupe du monde de football de 2014.